# Palmodes pusillus
Palmodes pusillus är en biart som först beskrevs av Gussakovskij 1930.  Palmodes pusillus ingår i släktet Palmodes och familjen grävsteklar. Inga underarter finns listade i Catalogue of Life.